# NGC 3415
إن جي سي 3415 التي يرمز لها بالرمز NGC 3415، هي مجرة، في كوكبة الدب الأكبر.

## الاكتشاف
اكتشفت في 15 يناير 1788، بواسطة ويليام هيرشل.